# Jerzy Toeplitz

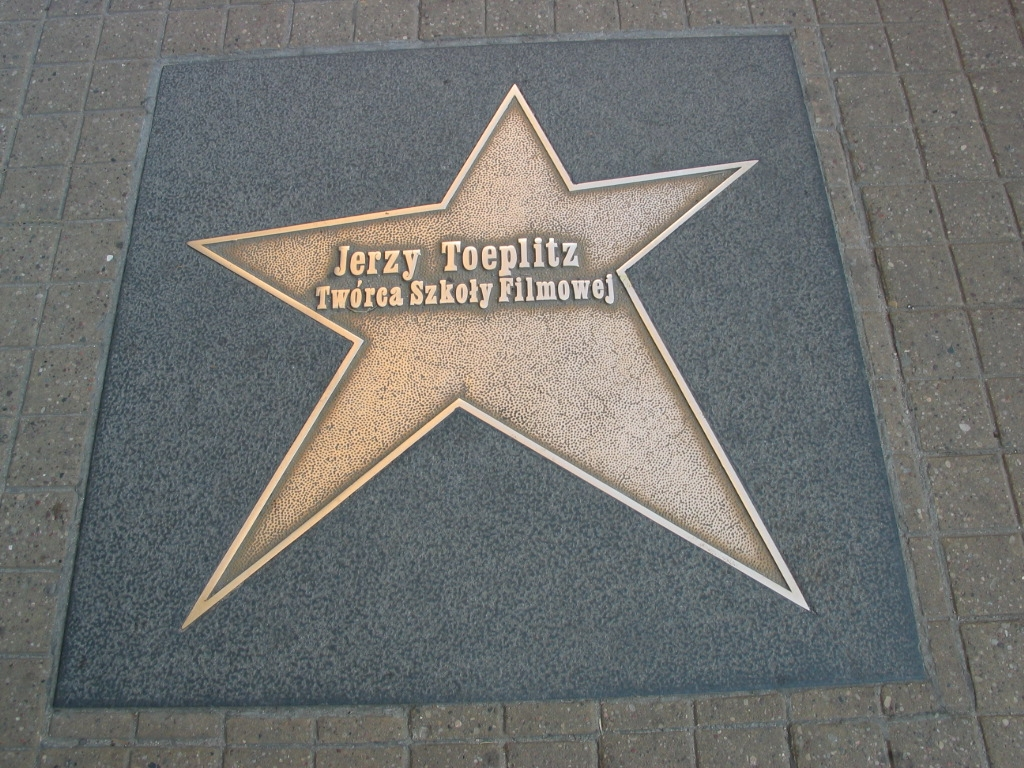
Stern auf der Piotrkowska-Straße in Łódź

Jerzy Toeplitz (* 24. November 1909 in Charkow; † 24. Juli 1995 in Warschau) war ein polnischer Filmhistoriker und Rektor der Filmhochschule Łódź.

## Leben
Toeplitz studierte Jura in Warschau. In den 1930er Jahren schrieb er für zahlreiche polnische Tageszeitungen und Filmmagazine Artikel zum Thema Film. 1930 gehörte er zu den Gründungsmitgliedern der Gesellschaft der Liebhaber des künstlerischen Films mit dem Namen START. Zwischen 1934 und 1937 arbeitete er in London als Drehbuchberater der Filmproduktionsfirma Toeplitz Film Production, der Firma eines Cousins. Während der deutschen Besatzungszeit im Zweiten Weltkrieg lebte er in Warschau und betätigte sich als Englischlehrer.
Nach dem Krieg gehörte er zu den Pionieren des Wiederaufbaus der polnischen Filmwirtschaft. Zunächst war er 1945 Leiter der Auslandsabteilung der staatlichen Filmproduktion. Er gehörte zu den Gründern der Filmhochschule Łódź und arbeitete dort zunächst von 1949 bis 1951 als Dozent. 1957 wurde er zum Rektor der Filmhochschule Łódź ernannt und blieb dies bis 1968. Nach den Studentenunruhen im März 1968 wurde er entlassen, da er die Studenten bei ihren Protesten unterstützt hatte. 1972 verließ er Polen aufgrund einer Einladung der australischen Regierung, aber auch weil er infolge seiner jüdischen Herkunft dem Druck der polnischen Behörden ausgesetzt war. Zunächst lehrte er als Dozent an der Universität Melbourne und gründete dann 1973 in Sydney die erste australische Film- und Fernsehhochschule, deren Direktor er bis 1979 war. Die Bibliothek der Hochschule wurde später nach ihm benannt. Toeplitz war Mitarbeiter in der Christlichen Friedenskonferenz (CFK).
Bis zu seinem Lebensende gab er filmwissenschaftliche Seminare an der Universität Warschau. Außerdem hatte er eine ständige Kolumne im polnischen Fachmagazin Film.
Sein wichtigstes publizistisches Werk ist die sechsbändige Geschichte des Films. Neben seiner Lehr- und Autorentätigkeit war er auch international in unterschiedlichen Funktionen tätig. Von 1948 bis 1972 war er Präsident der Internationalen Föderation der Filmarchive. Von 1966 bis 1972 war er stellvertretender Vorsitzender des Internationalen Rates für Film und Fernsehen der UNESCO.

## Werke (Auswahl)
- Historia sztuki filmowej, tom I: 1895–1918. Filmowa Agencja Wydawnicza, Warschau 1955.
- Historia sztuki filmowej, tom II: 1918–1928. Filmowa Agencja Wydawnicza, Warschau 1956.
- Historia sztuki filmowej, tom III: 1928–1933. Wydawnictwa Artystyczne i Filmowe, Warschau 1959.
- Historia sztuki filmowej, tom IV: 1934–1939. Wydawnictwa Artystyczne i Filmowe, Warschau 1969.
- Historia sztuki filmowej, tom V: 1939–1945. Wydawnictwa Artystyczne i Filmowe, Warschau 1970.
- Historia sztuki filmowej, tom VI: 1946–1953. Wydawnictwa Artystyczne i Filmowe, Warschau 1990.

Die deutsche Ausgabe besteht nur aus 5 Bänden, da die polnischen Bände 1 und 2 in einem Band zusammengefasst wurden.
dt. überarbeitete Ausgabe:
- Geschichte des Films
  - Band 1: 1895–1928, Henschel, Berlin/DDR 1972, Rogner & Bernhard, München 1973[1]
  - Band 2:  1928–1933, Berlin : Henschelverl., 1976
  - Band 3: 1934–1939, Berlin : Henschelverl., 1979
  - Band 4: 1939–1945: Berlin : Henschelverl., 1983
  - Band 5: 1945–1953, Berlin : Henschelverl., 1991

- Historia filmu polskiego, tom 1: 1895–1929. Wydawnictwa Artystyczne i Filmowe, Warschau 1966.
- Historia filmu polskiego, tom 2: 1930–1939. Wydawnictwa Artystyczne i Filmowe, Warschau 1988.
- Historia filmu polskiego, tom 3: 1939–1956. Wydawnictwa Artystyczne i Filmowe, Warschau 1974.
- Historia filmu polskiego, tom 4: 1957–1961. Wydawnictwa Artystyczne i Filmowe, Warschau 1980.
- Historia filmu polskiego, tom 5: 1962–1967. Wydawnictwa Artystyczne i Filmowe, Warschau 1985.
- Historia filmu polskiego, tom 6: 1968–1972. Wydawnictwa Artystyczne i Filmowe, Warschau 1994.